# Quitinasa

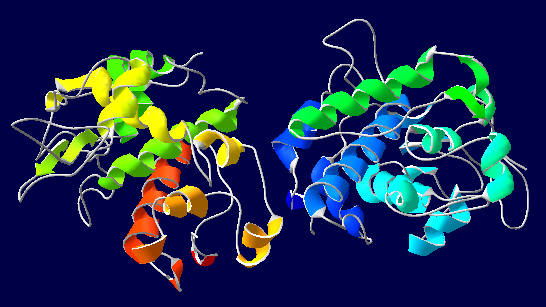
Quitinasa procedente de semillas de cebada.

Quitinasas  quitodextrinasa, 1,4-beta-poli-N-acetilglucosaminidasa, poli-beta-glucosaminidasa, beta-1,4-poli-N-acetil glucosamidinasa, poly[1,4-(N-acetyl-beta-D-glucosaminide)] glicanohydrolasa, (1->4)-2-acetamido-2-dioxy-beta-D-glucan glicanohidrolasa) son enzimas (EC 3.2.1.14) hidrolíticas que rompen enlaces glicosídicos en moléculas de quitina.
Debido a que la quitina es parte constituyente de la pared celular de hongos y exoesqueletos de algunos animales (incluyendo moluscos y artrópodos, las quitinasas generalmente se encuentran en organismos que o bien necesiten remodelar su propia quitina o bien disolver y digerir la quitina de hongos o animales.

## Función
Al igual que la celulosa, la quitina es un biopolímero abundante que es relativamente resistente a ser degradado. Generalmente no es digerido por los animales excepto por algunas especies de peces. Está establecido que la digestión de quitina por animales requiere una simbiosis con bacterias y lentas fermentaciones, similar a la digestión de celulosa por parte de rumiantes. De todos modos, quitinasa ha sido encontrado en los estómagos de ciertos mamíferos incluyendo en los del ser humano.
Actividad de la quitinasa ha sido detectada también en sangre humana, y posiblemente se dé también en cartílagos.